# Naturschutzgebiet Elsebachtal (Iserlohn)
Das Naturschutzgebiet Elsebachtal ist ein 11,3 ha großes Naturschutzgebiet (NSG) nordwestlich von Iserlohn im Märkischen Kreis in Nordrhein-Westfalen. Das NSG wurde 1997 vom Kreistag des Märkischen Kreises mit dem Landschaftsplan Nr. 4 Iserlohn ausgewiesen. Das NSG geht bis an die Kreisgrenze zum Kreis Unna. Im Kreis Unna grenzt es im Stadtgebiet von Schwerte an das Naturschutzgebiet Elsebachtal (Schwerte).

## Gebietsbeschreibung
Bei dem NSG handelt es sich um den naturnahen Talraum der Else. Das Tal zeichnet sich durch Terrassen aus. Das Gebiet wird beweidet.

## Schutzzweck
Das Naturschutzgebiet wurde zur Erhaltung und Entwicklung eines Tales und als Lebensraum gefährdeter Tier und Pflanzenarten ausgewiesen. Wie bei anderen Naturschutzgebieten in Deutschland wurde in der Schutzausweisung darauf hingewiesen, dass das Gebiet „wegen der landschaftlichen Schönheit und Einzigartigkeit“ zum Naturschutzgebiet wurde.